# Grup de l'al·lactita
El grup de l'al·lactita és un grup de minerals de la classe dels fosfats que cristal·litzen en el sistema monoclínic i contenen manganès. Està format per tres espècies, l'al·lactita, l'argandita i la raadeïta, i es diferencien en l'anió: arsenat, vanadat i fosfat.
| Espècie    | Fórmula           |
| ---------- | ----------------- |
| Al·lactita | Mn₇2+(AsO₄)₂(OH)₈ |
| Argandita  | Mn₇2+(VO₄)₂(OH)₈  |
| Raadeïta   | Mn₇2+(PO₄)₂(OH)₈  |

Segons la classificació de Nickel-Strunz, els tres minerals que formen part del grup de l'al·lactita pertanyen a "08.BE: Fosfats, etc. amb anions addicionals, sense H₂O, només amb cations de mida mitjana, (OH, etc.):RO₄ > 2:1» juntament amb els següents minerals: grattarolaïta, cornetita, clinoclasa, arhbarita, gilmarita, flinkita, clorofenicita, magnesioclorofenicita, gerdtremmelita, dixenita, hematolita, kraisslita, mcgovernita, arakiïta, turtmannita, carlfrancisita, synadelfita, holdenita, kolicita, sabel·liïta, jarosewichita, theisita, coparsita i waterhouseïta.
Són uns minerals molt poc comuns. La raadeïta només ha estat trobada a la seva localitat tipus, a Noruega, l'argandita a Suïssa i Itàlia, i l'al·lactita als Estats Units, Suècia i Itàlia.